# Olophontosia plagiosa
Olophontosia plagiosa är en fjärilsart som beskrevs av James John Joicey och Talbot 1917. Olophontosia plagiosa ingår i släktet Olophontosia och familjen tandspinnare. Inga underarter finns listade i Catalogue of Life.